# Lotte Scheldeman
Lotte Scheldeman (13 april 1997) is een Belgische atlete, die gespecialiseerd is in de middellange afstand. Zij werd tweemaal Belgisch kampioene.

## Loopbaan
Scheldeman behaalde in 2013 op de 800 m zilver op het Europees Jeugd Olympisch Festival in Utrecht. Het jaar nadien nam ze op dezelfde afstand deel aan Olympische Jeugdspelen. Ze werd vijfde in de finale. In 2015 werd ze voor het eerst Belgisch kampioene op de 800 m.
Scheldeman is aangesloten bij AC De Demer.

## Belgische kampioenschappen
| Onderdeel               | Jaar |
| ----------------------- | ---- |
| 800 m                   | 2015 |
| veldlopen (korte cross) | 2021 |

## Persoonlijke records
Outdoor
| Onderdeel | Prestatie | Datum        | Plaats    |
| --------- | --------- | ------------ | --------- |
| 800 m     | 2.03,92   | 23 juli 2022 | Huizingen |
| 1500 m    | 4.13,11   | 16 juli 2022 | Ninove    |

Indoor
| Onderdeel | Prestatie | Datum           | Plaats |
| --------- | --------- | --------------- | ------ |
| 800 m     | 2.11,25   | 19 januari 2014 | Gent   |

## Palmares

### 800 m
- 2013:  EJOF te Utrecht – 2.09,15
- 2014:  BK AC – 2.14,00
- 2014: 5e Olympische Jeugdspelen te Nanjing – 2.07,83
- 2015:  BK AC – 2.12,96

### 1500 m
- 2022:  BK AC - 4.18,89

### veldlopen
- 2020:  BK AC (korte cross) in Laken
- 2021:  BK AC (korte cross) in Laken
- 2022:  BK AC (korte cross) in Laken
- 2023:  BK AC (korte cross) in Laken